# District d'Erdaojiang
Le district d'Erdaojiang (二道江区 ; pinyin : Èrdàojiāng Qū) est une subdivision administrative de la province du Jilin en Chine. Il est placé sous la juridiction de la ville-préfecture de Tonghua dont il forme la banlieue est.